# Argonay
Argonay, bis 1971 Argonnex, ist eine französische Gemeinde im Département Haute-Savoie in der Region Auvergne-Rhône-Alpes.

## Geographie
Argonay liegt auf 545 m ü. M., etwa fünf Kilometer nördlich der Stadt Annecy (Luftlinie). Das Dorf erstreckt sich leicht erhöht am nördlichen Rand des Beckens von Annecy im Alpenvorland, über der Talniederung des Fier, am Fuß der Höhe von Saint-Martin-Bellevue, im Genevois.
Die Fläche des 5,16 km² großen Gemeindegebiets umfasst einen Abschnitt des Beckens von Annecy. Die südliche Grenze verläuft entlang dem Fier, der hier von Osten nach Westen durch eine Talniederung fließt. Sein Nebenfluss Fillière mündet östlich des Dorfes. Dieser  bildet in seinem in die Umgebung eingesenkten Kerbtal, das überwiegend bewaldet ist, die östliche Abgrenzung. Vom Flusslauf des Fier erstreckt sich das Gemeindeareal nordwärts über den Hang von Argonay bis auf die Höhe von Saint-Martin-Bellevue. Hier wird mit 738 m ü. M. die höchste Erhebung von Argonay erreicht.
Zu Argonay gehören neben dem eigentlichen Ortskern auch verschiedene Weilersiedlungen und Gehöfte, darunter:
- Les Granges (480 m) im Tal des Fier
- Les Convers (540 m) östlich an das Dorf anschließend
- Gruyère (510 m) an der Hauptstraße über dem Zusammenfluss von Fier und Fillière
- Les Jouvenons (560 m) auf einer Terrasse am westlichen Talhang der Fillière

Nachbargemeinden von Argonay sind Saint-Martin-Bellevue im Norden, Villaz im Osten, Annecy-le-Vieux im Süden sowie Pringy im Westen.

## Geschichte
Im Mittelalter bildete Argonay unter den Grafen von Genf eine eigene kleine Herrschaft. Per Dekret wurde im Jahr 1971 die heutige Schreibweise Argonay eingeführt, vorher hieß die Gemeinde offiziell Argonnex.

## Sehenswürdigkeiten
Die Dorfkirche von Argonay stammt aus dem 16. Jahrhundert und wurde im 18. Jahrhundert umgestaltet. In Les Convers steht eine Kapelle. Westlich des Dorfes befindet sich der Herrschaftssitz de Barrioz.

## Bevölkerung
| Jahr                       | 1962 | 1968 | 1975 | 1982 | 1990 | 1999 |
| Einwohner                  | 517  | 751  | 968  | 1054 | 1520 | 1886 |
| Quellen: Cassini und INSEE |      |      |      |      |      |      |

Mit 3713 Einwohnern (Stand 1. Januar 2022) gehört Argonay zu den kleineren Gemeinden des Département Haute-Savoie. Seit Beginn der 1960er Jahre wurde dank der schönen Wohnlage und der Nähe zu Annecy eine deutliche Bevölkerungszunahme verzeichnet. Außerhalb des alten Ortskerns wurden zahlreiche Einfamilienhäuser errichtet. Das Siedlungsgebiet ist heute beinahe lückenlos mit demjenigen von Pringy zusammengewachsen. Die Gemeinde gehört zur Agglomeration von Annecy.

## Wirtschaft und Infrastruktur
Argonay war lange Zeit ein vorwiegend durch die Landwirtschaft geprägtes Dorf. Im Verlauf der zweiten Hälfte des 20. Jahrhunderts erfolgte die rasche Entwicklung zu einer Vorortsgemeinde von Annecy. Zusammen mit Pringy teilt sich Argonay eine große Industrie- und Gewerbezone. Hier ließen sich Dienstleistungsbetriebe, Einkaufsgeschäfte sowie Unternehmen des Flugzeugbaus (Dassault Aviation), der feinmechanischen Industrie und der Möbelindustrie nieder.
Die Ortschaft ist verkehrsmäßig sehr gut erschlossen. Sie liegt nahe der Hauptstraße N203, die von Annecy nach La Roche-sur-Foron und weiter nach Annemasse führt. Weitere Straßenverbindungen bestehen mit Pringy und Saint-Martin-Bellevue. Der nächste Anschluss an die Autobahn A41 befindet sich in einer Entfernung von rund vier Kilometern. Argonay besaß einen Bahnhof an der Bahnstrecke Aix-les-Bains–Annemasse.